# Cross Rivers nationalpark
Cross Rivers nationalpark är en nationalpark i delstaten Cross River i Nigeria. Parken består av två separata sektioner, Okwangwo (etablerad 1991) och Oban (etablerad 1988). Parken har en total yta på ca 4 000 km2, där merparten består av primära, fuktiga tropiska regnskogar i de norra och centrala delarna och med mangrovesumpmark i kustzonerna. Delar av parken tillhör regionen Guinea-Kongo, och har ett slutet tak av trädkronor med spridda växande träd som når upp 40 eller 50 meters höjd.
Parken innehåller en av de äldsta regnskogarna i Afrika och har identifierats som en hotad miljö för biologisk mångfald. Sexton arter av primater noterats i parken. Sällsynta primater inkluderar vanliga schimpanser, drill och (i Okwangwo) Cross River gorillor.
Parkens båda avdelningar hotas av olaglig avverkning, svedjebruk och tjuvjakt. Ekoturism kan stödja ansträngningarna att bevara parkens fauna. Att hjälpa byborna i buffertzoner att utöva hållbart skogsbruk är lovande.